# Mandibuloakrale Dysplasie
Die Mandibuloakrale Dysplasie (MAD) ist eine sehr seltene angeborene Erkrankung mit den Hauptmerkmalen später Schluss der Fontanelle, Gesichtsauffälligkeiten, Hypoplasie des Unterkiefers und der Schlüsselbeine sowie fleckige Hautpigmentierung.
Synonyme sind: Restriktive Dermopathie; Kraniomandibulare Dermatodysostose
Der Erstbeschrieb erfolgte im Jahre 1971 durch L. W. Young und Mitarbeiter.
Die Abgrenzung als eigenständiges Krankheitsbild erfolgte durch O. Welsh im Jahre 1975.

## Verbreitung
Die Häufigkeit wird mit unter 1 zu 1.000.000 angegeben, die Vererbung erfolgt autosomal-rezessiv.

## Einteilung und Ursache
Je nach dem klinischen Ausmaß der Lipatrophie werden zwei Formen unterschieden:
- MADA mit Typ A-Lipodystrophie, hauptsächlich die Gliedmaßen betreffend,  mit homozygoten Missense-Mutationen im LMNA-Gen (Arg527His und Ala529Val) im Chromosom 1 am Genort q21.2, welches für die Kernstrukturproteine Lamin A/C kodiert.[5][6]
- MADB mit Typ B-Lipodystrophie, den ganzen Körper betreffend, und Mutationen im ZMPSTE24-Gen im Chromosom 1 am Genort p34, das für eine Zink-Endoprotease kodiert, die für das  Lamin A/C-Protein benötigt wird.[7][8]

Weitere Erkrankungen mit Mutationen im LMNA-Gen sind:
Partielle Lipatrophien, Emery-Dreifuss-Muskeldystrophie, Gliedergürteldystrophie LGMD1B, nicht-obstruktive Kardiomyopathien (CMD 1A), Morbus Charcot-Marie-Tooth und Hutchinson-Gilford-Syndrom.

## Klinische Erscheinungen
Klinische Kriterien sind:
- Verspäteter Schluss der Fontanelle
- Gesichtsauffälligkeiten wie weite Schädelnähte, Schaltknochen,  Glatze, prominente Kopfvenen,  Vogelkopfgesicht, Pseudo-Exophthalmus
- Abnormale Zahnstellungen
- Wachstumsverzögerung ab dem 6. Lebensjahr beginnend
- Sklerose der Haut, Hyperpigmentierung im Nacken
- Hypoplasie der Mandibula und der Schlüsselbeine
- glockenförmige Deformierung des Brustkorbes
- Akroosteolysen ab dem 2. Lebensjahr an Händen und Füssen
- Dystrophie der Finger- und Zehennägel
- prominente Fingergelenke

Mitunter finden sich auch Zeichen einer Progerie sowie eine diffuse Veränderung des Bindegewebes und der Gefäßwände.

## Differentialdiagnose
Abzugrenzen sind das Werner-Syndrom, das Hutchinson-Gilford-Syndrom, die Kleidokraniale Dysplasie, die Akrogerie, das Crane-Heise-Syndrom und das Yunis-Varon-Syndrom.

## Therapie
Die Behandlung richtet sich gegen die Insulinresistenz. Leptin kann möglicherweise die Lipatrophie beeinflussen.